# Семёновка (Еланецкий район)
Семёновка (укр. Семенівка) — село в Еланецком районе Николаевской области Украины.
Основано в 1798 году. Население по переписи 2001 года составляло 151 человек. Почтовый индекс — 55560. Телефонный код — 5159. Занимает площадь 0,567 км².

## Местный совет
55560, Николаевская обл., Еланецкий р-н, с. Водяно-Лорино, ул. Ленина, 21